# Nyawa
Nyawa ou Nyawa-Foulbé est un village de la commune de Banyo situé dans la région de l'Adamaoua et le département du Mayo-Banyo au Cameroun.

## Population
En 1967, Nyawa-Foulbé comptait 137 habitants, principalement Foulbe.
Lors du recensement de 2005, 1 695 personnes y ont été dénombrées.